# 安德魯·蒂施
安德魯·蒂施（英語：Andrew Tisch，1949年8月14日—）是一名美國企業家，他是洛茲集團的共同主席，該公司由他的父親勞倫斯·蒂施和叔叔普雷斯頓·羅伯特·蒂施共同創立。
安德魯與他的弟弟詹姆斯·蒂施，以及他的堂弟喬納森·蒂施一起監督一家涉及酒店、石油和保險的控股公司。

## 早年生活和教育
蒂施出生於1949年，是勞倫斯·蒂施和威爾瑪·蒂施的兒子。他的父母都有猶太人血統。他有三個兄弟：詹姆斯·蒂施、丹尼爾·蒂施（Daniel Tisch）和托瑪斯·喬納·蒂施（Thomas Jonah Tisch）。
蒂施曾就讀於康乃狄克州薩菲爾德的薩菲爾德學院，之後於1971年畢業於康乃爾大學，並取得學士學位。。1977年，他獲得哈佛大學的工商管理碩士學位。

## 職業生涯
蒂施畢業後在家族企業洛茲集團工作。1979年至1989年，他擔任Bulova總裁；1990年至1995年，他擔任洛里亞德菸草公司的董事長兼執行長。1994年，蒂施在美國國會宣誓作證時說：「我相信尼古丁不會讓人上癮。」當被問及是否知道香煙會致癌時，蒂施宣誓回答：「我不相信。」。在父親於2003年逝世，伯父於2005年逝世後，家族事業的責任交到了蒂施手中，他的弟弟詹姆斯·蒂施擔任執行長，表弟喬納森·蒂施則負責監督公司的飯店業務。

## 家庭
蒂施的另一位表兄是電影大亨史蒂夫·蒂施，他製作了《阿甘正傳》、《保送入學》和其他大製作費的好萊塢電影，同時也是國家美式足球聯盟紐約巨人的共同所有者。蒂施的兩個兄弟丹尼爾與托瑪斯都在洛茲集團擁有大量股權，但不參與日常事務。

## 社區服務
蒂施活躍於城市公園基金會、野生動物保護協會以及紐約市警察基金會。他是哈佛商學院院長顧問委員會的成員，曾任康乃爾大學理事會副主席，也是青年女性領袖基金會的共同創辦人。他曾擔任紐約經濟俱樂部主席、布魯金斯學院信託人，以及外交關係委員會成員。蒂施積極參與猶太社區事務，他是美國猶太人聯合分配委員會的理事；猶太領袖論壇的創始主席；以及猶太商業領袖論壇的創辦人。

## 個人生活
蒂施結過兩次婚
- 蘇珊·希特·蒂施·艾倫（Susan Hiat Tisch Allen），後來離婚。他們有一個兒子亞歷山大·希特·蒂施（Alexander Hiat Tisch）和一個女兒萊西·安·蒂施（Lacey Ann Tisch）。萊西和亞歷山大都是由蘇珊·希特的父親在曼哈頓中央會堂舉行婚禮[16][17]。蘇珊的姐姐梅里爾·希特（英语：Merryl Tisch）與安德魯的哥哥詹姆斯·蒂施結婚。
- 安·魯賓斯坦·蒂施（Ann Rubenstein Tisch），前NBC記者，在哈林區共同創辦了一所女子公立學校[18]。